# Erigone arctica
Erigone arctica – gatunek pająka z rodziny osnuwikowatych zamieszkującego północną Holarktykę.

## Opis
Długość ciała samic wynosi od 2,6 do 3,6 mm, a samców od 2,5 do 3,2 mm.

## Habitat
Gatunek bytuje na wybrzeżach mórz, estuariów i rzek oraz otwartych terenach trawiastych na słonej lub wapiennej glebie. Znajdowany pod kamieniami, wśród wyrzuconych na brzeg wodorostów i detrytusu. Występuje na wysokości od 0 do 350 m n.p.m..

## Występowanie
Gatunek rozprzestrzeniony w północnej Palearktyce i Grenlandii. W Europie występuje w części północnej i zachodniej. Podgatunek E. a. maritima wykazany również z Polski.

## Podgatunki
Wyróżnia się 5 podgatunków tego pająka:
- Erigone arctica arctica (White, 1852)
- Erigone arctica maritima Kulczynski, 1902 -północna Europa
- Erigone arctica palaearctica Braendegaard, 1934 -Skandynawia, Rosja
- Erigone arctica sibirica Kulczynski, 1908 –Rosja
- Erigone arctica soerenseni Holm, 1956 –Grenlandia